# Provincia de Telšiai
La provincia de Telšiai es una de las diez provincias en que se divide Lituania. Tiene un área de 4.350 km² y una población de 180.000 personas (en 2001). La capital es Telšiai.

## Municipios
La provincia de Telšiai está dividida encuatro municipios, de los cuales tres son distritos municipios (DM) y uno es municipio (M).
- Mažeikiai (DM)
- Plungė (DM)
- Rietavas (M)
- Telšiai (DM)

## Ciudades
- Mažeikiai - 42.675 hab.
- Telšiai - 31.460
- Plungė - 23.436
- Rietavas - 3.937
- Viekšniai - 2.248
- Varniai - 1.310
- Seda - 1.260